# KK Radnički Goražde
Der Basketballclub Radnički Goražde ist ein professioneller Basketballclub aus Goražde, Bosnien und Herzegowina. Es wurde 2010 gegründet. Nach einer Rivalität mit KK Goražde startete man in der zweiten Liga, stieg dann in die Liga A1 auf und gewann im Jahr 2024. erreichte die Platzierung in der höchsten Liga der Basketballmeisterschaft von Bosnien und Herzegowina.